# Düne Stahlberg I
Die Düne Stahlberg I ist ein Naturdenkmal am Nordrand der Gemarkung Darmstadt.

## Geomorphologie
Die Düne Stahlberg I ist als Binnendüne der Rest einer Flugsanddüne. Die Düne wurde am Ende der Weichseleiszeit im kalten Tundrenklima durch Sandaufwehungen aus pleistozänem Flugsand gebildet.

## Flora
Die Flora der Düne besteht größtenteils aus xerothermen Steppenrasen mit zahlreichen submediterranen Arten, die zum Teil als gefährdet gelten:
- Eichen
- Kiefern
- Brombeergebüsch
- Pfiemengras
- Kletten-Labkraut
- Ohrlöffel-Leimkraut
- Steppen-Wolfsmilch

## Naturdenkmal
Seit 1954 ist die Düne ein Naturdenkmal. Schutzgrund ist die Erhaltung der Düne und der dort befindlichen charakteristischen xerothermen Biozönosen. Auf dem Areal sind zahlreiche Pflanzenarten vorhanden, die geschützt, schützenswert oder gefährdet sind.

## Toponyme
- 1537: Am staelberge
- 1566: am staalberg
- 1610: Stalberg
- 1751: Stahlberg
- 19. Jahrhundert: Der Stahlberg
- 20. Jahrhundert: Stahlberg
- kopial 21. Jahrhundert[1]

## Etymologie
Der Name Stahlberg ist wahrscheinlich von dem mnd. Wort stal/staal abgeleitet worden, was so viel wie der „Ort der Ruhe“ bedeutet. Eine andere Theorie geht von dem lateinischen Wort stabulum aus, was so viel wie „Standort, Stelle“ bedeutet. Eine Notiz in der Arheilger Kirchenrechnung von 1566 bezeichnet den Stahlberg als „Zentgerichtsstätte“.